# Sociosa nesima
Sociosa nesima es una especie de polilla de la familia Tortricidae. Es endémico de Nepal.

## Descripción
La envergadura es de aproximadamente 25 milímetros (0.98 in). El color de fondo de las alas anteriores de los machos es crema pardusco con matices parduscos, estrigulación y puntos. Las marcas son marrones. Las alas traseras son de color marrón grisáceo. El color de fondo de las hembras es más pálido y las marcas son más marrones y mejor desarrolladas.

## Etimología
El nombre de la especie se refiere a la localidad tipo. (Nesim, Nepal).